# 两广鳞毛蕨
两广鳞毛蕨（学名：Dryopteris linkwangensis），为鳞毛蕨科鳞毛蕨属下的一个植物种。